# ハシブトホオダレムクドリ
ハシブトホオダレムクドリ (嘴太頬垂椋鳥、Callaeas cinereus) は、スズメ目ホオダレムクドリ科に分類されるニュージーランド固有の鳥である。
青い光沢のある灰色の羽、青い肉垂、黒い目先、長い脚、短い嘴と長い先の丸まった尾が主な特徴。幼鳥の肉垂は薄いピンク色で目先の黒い部分が小さい。現存するセアカホオダレムクドリと絶滅したホオダレムクドリとともにホオダレムクドリ科を構成する。
過去にはカラス (blue-wattled crow) と呼ばれていたこともある。
飛翔距離は短く木の幹を跳ぶように移動する。